# American Pie - Band Camp
American Pie Presents Band Camp er en amerikansk komediefilm fra 2005 instrueret af Steve Rash. Filmen er en spin-off, af den originale American Pie-film.

## Medvirkende
- Tad Hilgenbrink - Matt Stifler
- Arielle Kebbel - Elyse
- Eugene Levy - Mr. Levenstein